# Чернівецький вокзал (Львів)
Чернівецький вокзал (також Чернівецький двірець) — зруйнований вокзал станції Львів. Розташовувався між Головним вокзалом та вулицею Городоцькою приблизно на місці сучасного Приміського вокзалу.
Двірець споруджено на кошти Львівсько-Чернівецької залізниці для обслуговування лінії Львів — Чернівці і відкрито 1 вересня 1866 року. Згодом став обслуговувати й поїзди інших напрямків. Це призвело до конкуренції між Чернівецьким і Головним вокзалами. Тому їхні функції було розділено: Чернівецький вокзал приймав потяги з напрямку Кракова, Головний — з напрямку Чернівців. Згодом Чернівецький вокзал виконував функцію вантажного.
Вокзал був виконаний у стилі історизму із застосуванням характерної для середини XIX століття суміші елементів романського стилю та неоренесансу (т. з. стиль круглої арки) за проєктом Людвіка Вежбицького. Для фігурної кладки використовували двобарвну нетиньковану цеглу.
1993 року у Львові вул. Вокзальну, що сполучала вулицю Городоцьку з площею Двірцевою та з Головним залізничним вокзалом перейменовано на вулицю Чернівецьку, названу так на честь Чернівецького вокзалу.

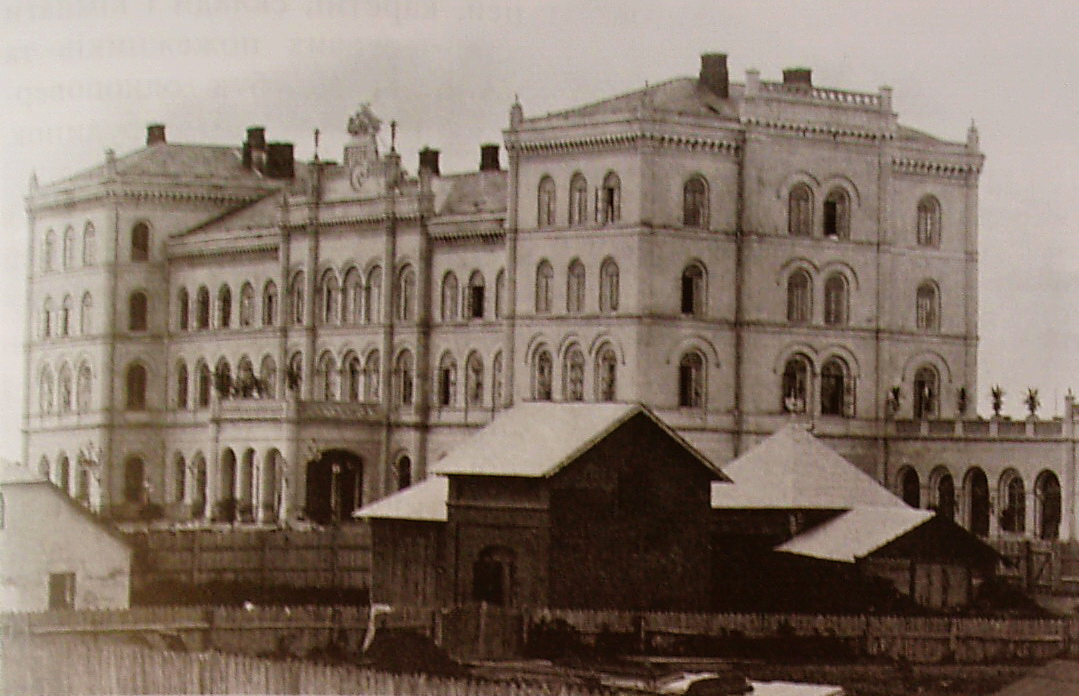
Чернівецький вокзал
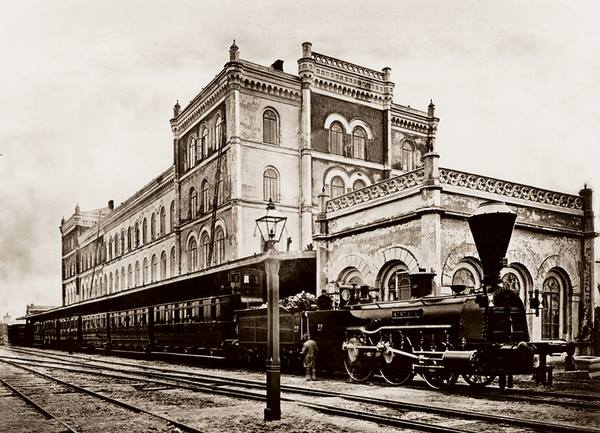
Потяг на станції